# André Talmès
André Talmès, né le 4 mars 1906 à Genève et décédé le 1er juin 1979 pendant ses vacances au Portugal, est un acteur et metteur en scène suisse.

## Biographie
Après ses études et son conservatoire à Genève, il suit une formation d'art dramatique à Paris, au Théâtre Gaston-Baty. Après avoir joué à de nombreuses reprises pour Gaston Baty, notamment dans la création de L'Opéra de quat'sous de Bertolt Brecht, il joue plusieurs saisons au Théâtre de l'Odéon et au Théâtre du Palais-Royal. Il excelle dans les rôles de valet de comédie, en particulier dans le rôle de Mascarille dans Les Précieuses ridicules monté à l'Odéon.
Revenu à Genève pendant la Seconde Guerre mondiale, il joue à la Comédie de Genève, au Théâtre municipal de Lausanne et à la radio.
Après la guerre, il collabore régulièrement à la direction du Théâtre royal du Gymnase à Liège et au Théâtre royal des Galeries Saint-Hubert à Bruxelles.
En 1959, il est nommé directeur artistique de la Comédie de Genève où il intensifie la collaboration avec les tournées Herbert et Karsenty, au point que la scène genevoise devient « une sorte de capitale extrafrançaise du théâtre parisien ». Parallèlement, il ouvre la scène de la Comédie à de jeunes comédiens et metteurs en scène locaux, comme Gérard Carrat, Philippe Mentha et Richard Vachoux qui lui succédera. En 1966, il joue dans L'orpailleur de Jacques Aeschlimann. 
Talmès démissionne de la direction de la Comédie en 1974, mais poursuit son activité de comédien jusqu'à sa mort.

## Filmographie complète
- 1939 : L'Étrange nuit de Noël de Yvan Noé
- 1942 : Manouche de Fred Surville
- 1946 : Le Cabaret du grand large de René Jayet - Marcel
- 1947 : L'Homme traqué de Robert Bibal - André
- 1947 : Miroir de Raymond Lamy - Un membre de la bande à Folco
- 1947 : L'homme de la nuit de René Jayet - Jacques